# Tobias Hübinette
Sam Dol Lee Gunnar Tobias Hübinette, tidigare Karlsson, född 12 augusti 1971 i Sydkorea, är en svensk forskare vid Karlstads universitet, tidigare forskare vid stiftelsen Mångkulturellt centrum.

## Biografi
Tobias Hübinette föddes i Södra Jeolla-provinsen i Sydkorea. Han adopterades till Sverige och växte upp i Motala i Östergötland.
I tonåren och tidiga 20-årsåldern i Uppsala var han politiskt aktiv inom den autonoma vänstern, med syndikalister och anarkister inom föreningarna Sine Qua Non och Kulturföreningen Kaos som bland annat utförde aktioner mot Livets Ord och vad som senare kom att utvecklas till Antifascistisk aktion (AFA). Framför allt ägnade han sig åt att kartlägga nynazister och skinheads i Uppsala. I samband med detta engagemang fälldes Hübinette för ofredande och förtal av Uppsala tingsrätt.
Hübinette började sedan systematiskt kartlägga extremhögern i Sverige. Resultatet publicerades i ett nyhetsbrev som kallades Expo. Han tog kontakt med Stieg Larsson och 1995 startades tidskriften Expo, där han fram till 1997 var researchchef. I slutet av 1990-talet arbetade Hübinette tillsammans med journalisten och författaren Bosse Schön med att kartlägga svenskar som deltagit i andra världskriget på tysk sida. Kartläggningsarbetet resulterade i boken Svenskarna som stred för Hitler, som kom ut på Bokförlaget DN 1999 och blev en dokumentärserie i tre delar med samma namn, som sändes i TV4 i januari 2000.
Han är filosofie kandidat i iriska vid Uppsala universitet, filosofie magister i koreanska vid Stockholms universitet och blev 2005 filosofie doktor i koreanologi vid Stockholms universitet med avhandlingen Comforting an orphaned nation: Representations of international adoption and adopted Koreans in Korean popular culture. Avhandlingen väckte stor uppmärksamhet då han i den uttrycker att adoptioner från Tredje världen till västvärlden handlar om en global postkolonial maktasymmetri med paralleller till människohandel och trafficking och avhandlingen är en av de mest nedladdade monografierna i Digitala vetenskapliga arkivet (DiVA). Uppmärksamheten ledde, enligt honom själv, till olika hot mot honom samtidigt som hans eget agerande ledde till två domar (2006 samt 2007) för olaga hot, allmänfarlig vårdslöshet och skadegörelse. Hübinettes anställning vid Stockholms Universitet upphörde 2006.
Åren 2010 till 2012 verkade han som docent i interkulturell pedagogik vid Södertörns högskola. Från 2015 är han verksam vid Karlstads universitet.

## Forskning

### Syn på rollen som forskare
Tobias Hübinette beskriver sig som en antirasistisk forskare och aktivist, det vill säga han kombinerar rollen som forskare med den som politisk aktivist. När han 2001 började forska vid Institutionen för orientaliska språk vid Stockholms universitet skedde detta utifrån ett antirasistiskt engagemang. Hübinette menar att han genom sin forskning har fört ”en antirasistisk kamp inom ett visst forskningsfält”. Rollen som ”forskaraktivist” är enligt Hübinette accepterad i länder som USA och Frankrike men ansedd som kontroversiell i Sverige.

### Den svenska nationalsocialismen
Hübinette uppmärksammades för sin bok Den svenska nationalsocialismen: medlemmar och sympatisörer 1931–45 från 2002, där cirka 28 000 svenskar listas som nazistmedlemmar och sympatisörer före och under andra världskriget. Underlaget är en samling rikstäckande medlemsmatriklar, olika nazistiska tidskrifters aktieägare, men också människor som jul- och nyårshälsat hem via nazistisk press från vinterkriget och fortsättningskriget i Finland. Hübinette karakteriserade själv boken som ett slags provokation. Boken har bland annat fått kritik för att den listar personer som vid bokens utgivning fortfarande levde och för att urvalet varit skevt. Hübinette har inte påvisat att samtliga namngivna personer hyste högerextrema åsikter.

### Internationell adoption och svenskhet
Vidare har Hübinettes forskningspublikationer, medieproduktioner, bokutgivningar, konstprojekt och debattinlägg om internationella adoptioner och utlandsadopterade samt om svenskars och västerlänningars föreställningar om och relationer till östasiater och koreaner, väckt stor uppmärksamhet då han bland annat anser att adoptioner från Tredje världen till västvärlden handlar om en global postkolonial maktasymmetri med paralleller till människohandel och trafficking när vita människor "köper" icke-vita barn från till exempel Korea. Att det omvända förhållandet inte råder anser Hübinette vara ett uttryck för en fortsatt kolonial världsordning och global rashierarki.
Hübinette har även påtalat och uppmärksammat den utbredda psykosociala ohälsan bland vuxna utlandsadopterade, och jämfört transrasiala adopterade med transsexuella och med barn som har en vit och en icke-vit förälder. Han har gjort sig känd för att förespråka att ras fortfarande har betydelse i ett samtida Sverige, och att det därför är nödvändigt att börja tala öppet om ras då bland annat utlandsadopterade som etniskt-kulturellt är svenskar men fysiskt-kroppsligt är icke-vita, utsätts för rasdiskriminering i vardagen genom att de ibland behandlas annorlunda på grund av sina icke-vita kroppar. I boken Adoption med förhinder. Samtal med adopterade och adoptivföräldrar om vardagsrasism och etnisk identitet från 2008 har han tillsammans med sociologen Carina Tigervall visat att icke-vita svenskar såsom utlandsadopterade inte alltid erkänns som svenskar och riskerar att utsättas för rasdiskriminering och vardagsrasism.
Hübinettes forskning om adoptioner har, enligt honom själv, lett till konflikter med andra personer som är engagerade inom samma område. Enligt Hübinette hyrde en grupp ”adoptions- och Korearelaterade personer” 2007 en "kriminell aktör” för att tysta honom och få honom att sluta forska och publicera. De skulle bland annat beskylla honom för flera hot och brandattentat.

### Kontrovers om äktenskap mellan vita och asiater
Hübinette har vidare kritiserat svenskars och västerlänningars enligt honom stereotypa syn på och framställningar av asiater såsom den framträder i reklamens, scenkonstens, filmens och den visuella kulturens värld. Han anser även att vita mäns relationer med asiatiska kvinnor ofta är ett uttryck för exotisering och infantilisering.
Ett antal artiklar i den frågan ledde 2005 till en konflikt mellan Hübinette och andra forskare på Stockholms universitet. Enligt Svenska Dagbladet hade Hübinette bland annat skrivit om att många asienforskare är gifta med asiatiska kvinnor och hävdat att en del av dem tagit sina asiatiska fruar som ”mångkulturella maskotar”. Vissa av dessa texter ledde till ett stort antal klagomål både från andra forskare och från allmänheten. En lektor i koreanska anställd vid Stockholms universitet krävde i ett brev till universitetet att Hübinette skulle ”stoppas från att kalla svenska mäns äktenskap med asiatiska kvinnor för koloniala övergrepp och pedofila böjelser”.
Hübinette medgav att han hade formulerat sig onödigt hårt och förklarade att han drevs av en ilska över att inte passa in i Sverige. Hans texter togs bort från universitetets hemsida.
Under sin tid på Institutionen för orientaliska språk vid Stockholms universitet blev Hübinette känd som en kontroversiell person bland sina kollegor. Bakgrunden till detta var, enligt Hübinette, bland annat att han hade bedrivit en kampanj för att få institutionen att byta namn ”utifrån en postkolonial kritik” och kritiserat svensk asienforskning för att vara ”kolonialt färgad”. Hübinette menar att han vid den här tidpunkten utsattes för en smutskastningskampanj där hans kritiker utnyttjade att han tidigare dömts för brott för att framställa honom som en oetisk och oseriös forskare.

### Mångkulturellt centrum
Mångkulturellt centrum uppmärksammade Strindbergsåret 2012 med en utställning om August Strindberg och dennes påstådda rasism. Hübinette var initiativtagare till utställningen och menade bland annat att "Rasismen är en sida av Strindberg som man undvikit att tala om under Strindbergsåret". Hübinette är även mycket drivande i att förespråka nödvändigheten av att börja tala om ras i relation till dagens Sverige, bland annat på grund av icke-vita svenskars underordnade position på arbetsmarknaden och inom bostadssektorn, och han har varit huvudredaktör för boken Om ras och vithet i det samtida Sverige från 2012 och drivande bakom utställningen Varning för ras! som visades på Mångkulturellt centrum 2012–2014. Han är även ansvarig för det svenska forskarnätverket för kritisk ras- och vithetsforskning.

## Rapport om rasism mot afrikaner
Den 27 november 2013 beställde regeringen en utredning om rasism riktad mot afrikaner, så kallad afrofobi, från Mångkulturellt centrum. Uppdraget att färdigställa rapporten gick till Tobias Hübinette.
Valet av Hübinette som huvudförfattare kritiserades i Svenska Dagbladet där ledarskribenten Ivar Arpi gjorde gällande att Hübinette var olämplig som utredare bland annat på grund av sin bakgrund i AFA och radikala ståndpunkter i frågor om hudfärg och identitet. Arpi vände sig särskilt mot att Hübinette gjort gällande att det är pedofili som driver vita män att gifta sig med asiatiska kvinnor och att internationell adoption kan liknas vid slavhandel.
Afrofobirapporten publicerades i februari 2014 och uppmärksammades i radio och TV och i ett stort antal tidningar, bland annat Dagens Nyheter, Upsala Nya Tidning, Sundsvalls Tidning, Svenska Dagbladet och Östgöta Correspondenten.

## Rapport om vita svenskar
Inför valet 2014 publicerade Hübinette en rapport om vita svenskar tillsammans med etnologen Charlotte Hyltén-Cavallius och skrev en artikel om studiens resultat i Svenska Dagbladet.